# Marie de Berry
Pour les articles homonymes, voir Marie d'Auvergne et Berry (homonymie).
Marie de Berry (née en 1375, morte à Lyon en juin 1434), duchesse d'Auvergne, comtesse de Montpensier, est une princesse française du temps de la guerre de Cent Ans.
Fille de Jean, duc de Berry, elle est successivement mariée à Louis de Châtillon, au connétable de France Philippe d'Artois, comte d'Eu, puis avec Jean, futur duc de Bourbon.

## Biographie
Née vers le milieu de l'année 1375, Marie est la fille puînée du prince Jean, duc de Berry et frère du roi de France Charles V, et de Jeanne d'Armagnac, sa première épouse. 
Âgée de 11 ans en août 1386, en l'église Saint-Étienne de Bourges, elle épouse en premières noces Louis III de Blois-Châtillon (né en 1377, mort en 1391), alors âgé de 9 ans, comte de Dunois, fils unique de Guy II de Châtillon, comte de Soissons, de Blois et de Dunois (mort le 22 décembre 1397) et de sa femme Marie de Dampierre (morte le 11 août 1412). 
L'époux de Marie de Berry meurt brusquement à Beaumont en Hainaut le 15 juillet 1391 vers l’âge de 14 ans comme le raconte Froissart (attaché à l'époque à la maison de Blois) : « quand il fut venu à Beaumont en Hainaut, il n'y séjourna guères longuement que fièvres et maladie l'aherdirent, car il avoit chevauché grands journées et par trop chaud temps ; et fut mal gardé car l'enfant étoit tendre, mol et jeune sur l'âge de quatorze ans, de laquelle maladie il mourut ». Le mariage ne fut donc pas consommé.
Veuve, Marie se remarie à Paris le 27 janvier 1393 avec Philippe d'Artois (1358-1397), comte d'Eu, fils de Jean d'Artois, comte d'Eu, et d’Isabeau de Melun, et eut :
- Charles (1393-1472), comte d'Eu ;
- Philippe (1394-1397) ;
- Bonne d'Artois (1395-1425), mariée le 20 juin 1413 à Beaumont en Artois à Philippe de Bourgogne (né en 1389, mort à Azincourt en 1415), comte de Nevers et de Rethel, veuf d'Isabelle de Coucy et frère de Jean sans Peur, duc de Bourgogne, puis le 30 novembre 1424 à Moulins Engilbert à Philippe III le Bon, duc de Bourgogne (1396-1467), veuf de Michelle de France ;
- Catherine (1397-1420), mariée à Jean de Bourbon-Carency (1378-1457), seigneur de Carency[réf. nécessaire] .

Philippe d'Artois suit au printemps 1396 le comte de Nevers (futur Jean sans Peur, duc de Bourgogne) en Hongrie afin de combattre les Turcs de Bajazet. En septembre, il est capturé au siège de Nicopolis, bataille où son impétuosité causa sa perte, et demeure prisonnier des Turcs jusqu'en juin 1397 où il meurt sans avoir pu payer sa rançon. Son corps est rapatrié et enterré à Eu auprès de son deuxième fils, Philippe.
À nouveau veuve, Marie de Berry se remarie en troisièmes noces à Paris le 27 mai 1400 avec Jean Ier (1381-1434), futur duc de Bourbon, fils de Louis II duc de Bourbon et d'Anne, dauphine d'Auvergne ; il a 19 ans, elle en a 25. Elle eut de son troisième mariage :
- Charles Ier (1401-1456), duc de Bourbon et d'Auvergne ;
- Jean (1402-1412), comte de Forez ;
- Louis le Bon (1403-1486), comte de Montpensier et de Sancerre, dauphin d'Auvergne et comte de Clermont ; il est le grand-père du connétable Charles III de Bourbon, duc de Bourbon ;
- Isabelle de Bourbon (1404 - morte jeune) ;
- Marie de Bourbon (1405 - morte jeune).

En 1410, le duc de Bourbon son beau-père meurt. Le mari de Marie de Berry qui était jusque-là comte de Clermont, devient Jean Ier duc de Bourbon. En 1413, il adhère au parti des Armagnacs. Il est présent avec le roi au siège de Compiègne, puis d'Arras en 1414.
À la bataille d'Azincourt en 1415, le duc de Bourbon est fait prisonnier par les Anglais. Il commandait l'avant-garde. Il reste dix-huit ans (jusqu'à sa mort) prisonnier des Anglais, en raison de son incapacité à payer la rançon réclamée.
Au cours de cette bataille, le fils aîné de Marie de Berry (Charles d'Artois, comte d'Eu) est lui aussi fait prisonnier (il demeure vingt-trois ans prisonnier des Anglais qui ne le relâchent qu'en 1438) ; de plus, son gendre Philippe de Bourgogne (mari de sa fille Bonne d'Artois) est massacré, huit jours après que Bonne a donné naissance à leur fils, Jean.
À la suite de ces malheurs frappant Marie (son époux et son fils aîné capturés, son gendre tué), Christine de Pizan lui dédie, vers 1416-1418, son Epistre de la Prison de Vie Humaine.
En 1421, de sa prison anglaise, Jean Ier de Bourbon délègue à sa femme Marie de Berry l'administration de tous ses biens durant son emprisonnement (en attendant la majorité de Charles de Bourbon[Information douteuse], leur fils).
En 1422, Marie de Berry fonde un monastère à Aigueperse en présence de sainte Colette de Corbie et de son fils Charles de Bourbon. En 1425, elle marie son fils Charles de Bourbon à Agnès de Bourgogne, fille de Jean sans Peur, duc de Bourgogne (et sœur du duc Philippe le Bon). La même année, sa fille Bonne d'Artois, remariée à Philippe le Bon, meurt en couches.
En 1427, Marie de Berry remet à son fils Charles l'administration du duché de Bourbon. Le 5 janvier 1433, son mari Jean Ier de Bourbon meurt à Londres, son fils devient Charles Ier duc de Bourbon.
En 1434, elle meurt en juin à Lyon au cours d'un déplacement dans ses terres de Beaujeu. Elle est enterrée au prieuré de Souvigny, nécropole des ducs de Bourbon ; la dépouille de son mari, rapatriée entre 1452 et 1460, rejoint la sienne dans la nécropole.